# Phan Thi Kim Phuc

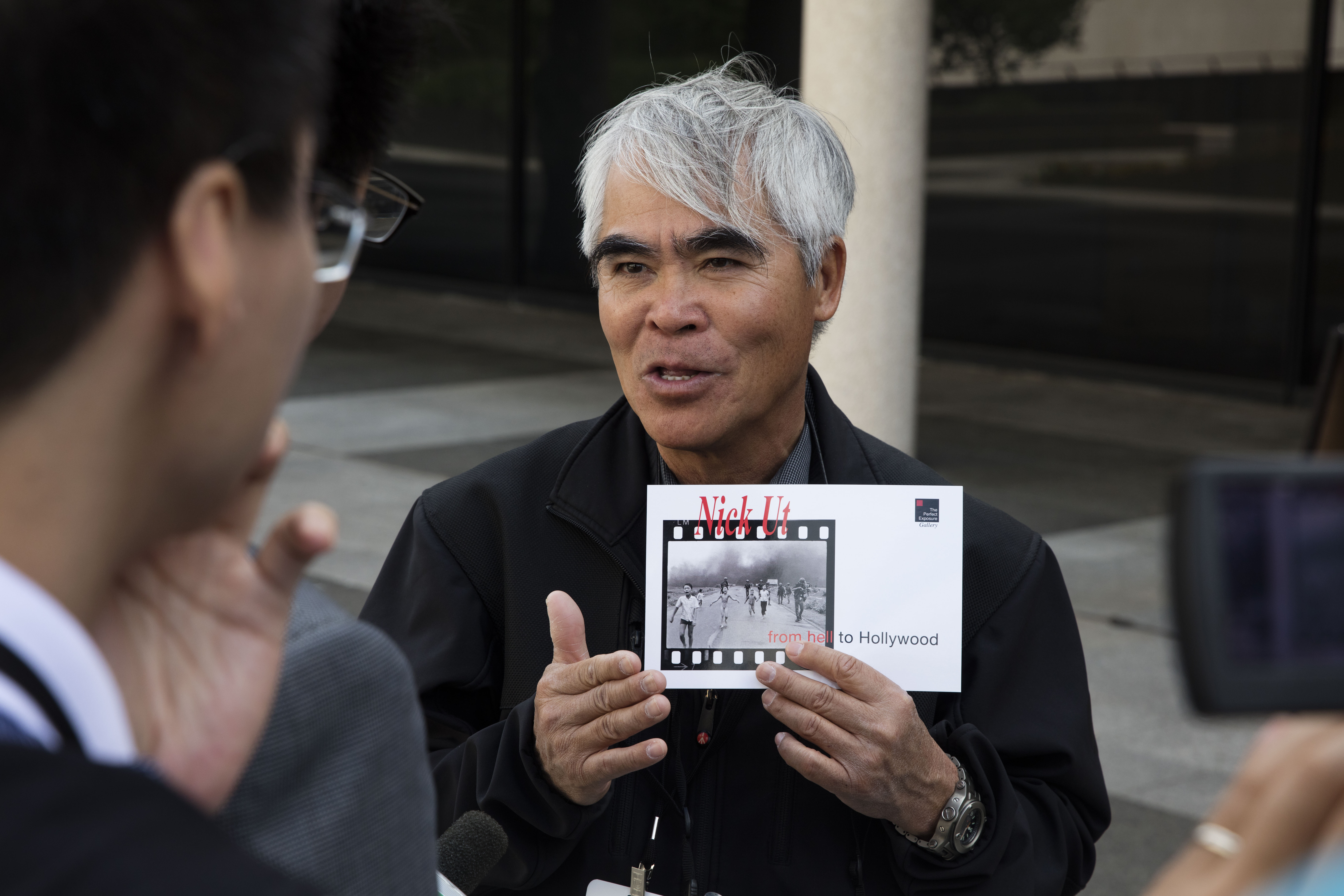
Fotograf Nick Ut se svým slavným snímkem

Phan Thị Kim Phúc (* 6. dubna 1963 Trảng Bàng, Jižní Vietnam) je kanadská spisovatelka narozená v Jižním Vietnamu, známá především jako devítileté dítě zobrazené na fotografii oceněné Pulitzerovou cenou, kterou pořídil fotograf agentury AP Nick Ut dne 8. června 1972 v Trảng Bàngu během války ve Vietnamu. Phan Thi Kim Phuc je proto neformálně označovaná jako dívka na obrázku.
Snímek ukazuje Phan Thi Kim Phuc jako devítiletou, po silnici běžící a nahou poté, co byla vážně popálena na zádech napalmem při útoku jihovietnamské armády. Později založila fond Kim Foundation International, který poskytuje pomoc dětským obětem války.

## Válka ve Vietnamu
Phan Thi Kim Phúc a její rodina bydlela ve vesnici Trảng Bàng, na kterou jihovietnamská armáda shodila napalmovou bombu a která byla později dobyta severovietnamskými silami. Phan Thi Kim Phúc se připojila k přeživším utíkajícím do bezpečí. Pilot si její skupinu spletl s vojáky a zaútočil na ně. Při tomto útoku zahynuli dva její bratranci a další dva vesničané. Phan Thi Kim Phúc utrpěla popáleniny 3. stupně.